# Ortsbezirk
Ortsbezirke sind politische Untergliederungen von Gemeinden in Hessen (§§ 81, 82 HGO) und Rheinland-Pfalz (§§ 74–77 GemO). Ob Ortsbezirke gebildet und wie sie abgegrenzt werden, ist in der Hauptsatzung geregelt. Dabei können die Gemeinden ihr gesamtes Gebiet in Ortsbezirke einteilen oder nur in Teilen ihres Gebiets Ortsbezirke einrichten.
Die Organe eines Ortsbezirks sind der Ortsbeirat und der Ortsvorsteher. Die Zahl der Mitglieder des Ortsbeirats ist in der Hauptsatzung bestimmt.
In Hessen hat der Ortsbeirat 3 bis 9, in Ortsbezirken mit mehr als 8000 Einwohnern bis zu 19 Mitglieder. Sie werden gleichzeitig mit der Gemeindevertretung gewählt. Den Ortsvorsteher wählt der Ortsbeirat aus seiner Mitte.
In Rheinland-Pfalz hat der Ortsbeirat unabhängig von der Einwohnerzahl 3 bis 15 Mitglieder, die gleichzeitig mit dem Gemeinderat von den Bürgern des Ortsbezirks in einer personalisierten Verhältniswahl, im Ausnahmefall in einer Mehrheitswahl gewählt werden. Der Ortsvorsteher wird direkt, im Ausnahmefall (wenn keine gültige Bewerbungen vorliegen oder bei nur einer Bewerbung der Bewerber in der Direktwahl nicht gewählt wird) vom Ortsbeirat in öffentlicher Sitzung gewählt.
1981 hatten 315 der 426 hessischen Gemeinden von der Möglichkeit, Ortsbezirke zu bilden, Gebrauch gemacht. In der Landeshauptstadt Wiesbaden gibt es 26 Ortsbezirke. Der Stadtkern ist in sechs Ortsbezirke eingeteilt; die 20 ab 1926 eingemeindeten Stadtteile entsprechen je einem Ortsbezirk. In Frankfurt am Main gibt es 16 Ortsbezirke, wobei nur die fünf in den 1970er Jahren eingemeindeten Stadtteile eigene Ortsbezirke bilden. Die restlichen 11 Ortsbezirke umfassen je mehrere Stadtteile.
In Rheinland-Pfalz hat die Landeshauptstadt Mainz 15 und die zweitgrößte Stadt Ludwigshafen 10 Ortsbezirke. Die Stadt Trier sowie die verbandsfreie Gemeinde Morbach haben jeweils 19 Ortsbezirke.
Die Liste der Ortsbezirke in Rheinland-Pfalz enthält insgesamt 381 Ortsbezirke in 89 verschiedenen Gemeinden.